# 央街
央街是加拿大安大略省多倫多的一條主要大道，於1793年建成。
於1998年以前，央街為安大略11號省道，且其長度為1,896（1,178英里） 。央街因此被健力士世界紀錄大全承認為世界最長街道。但於1998年，安大略政府宣布廢除其多倫多至巴里（Barrie）段之省道地位，並把其降格為縣道及市道之地位。央街於1998年後只剩下多倫多段。多倫多段以北（約克區段）被稱為約克1號區道（但當地居民仍稱之為央街）。1999年，央街被健力士世界紀錄大全廢除其世界最長街道之稱，並被泛美公路（Pan-American Highway）取代。
央街在多倫多有著重要的影響。央街為多倫多分割東西。央街以東之多倫多市區普遍稱為「多倫多東區」；央街以西稱為「多倫多西區」。此外，加拿大的第一條地鐵線也是在央街地底建造。
央街大部分路段的速度限制為50km/h。央街於安大略401號省道以南為四條線闊；於上述公路以北為六條線闊。惟於市區路段最右邊的一條線，尤其在市區路段，經常被用作泊車用途，令此道路經常堵塞。

## 公共交通
央街具有多條主要的公共交通線路，其中最主要的有:
- 多倫多地鐵央街－大學線

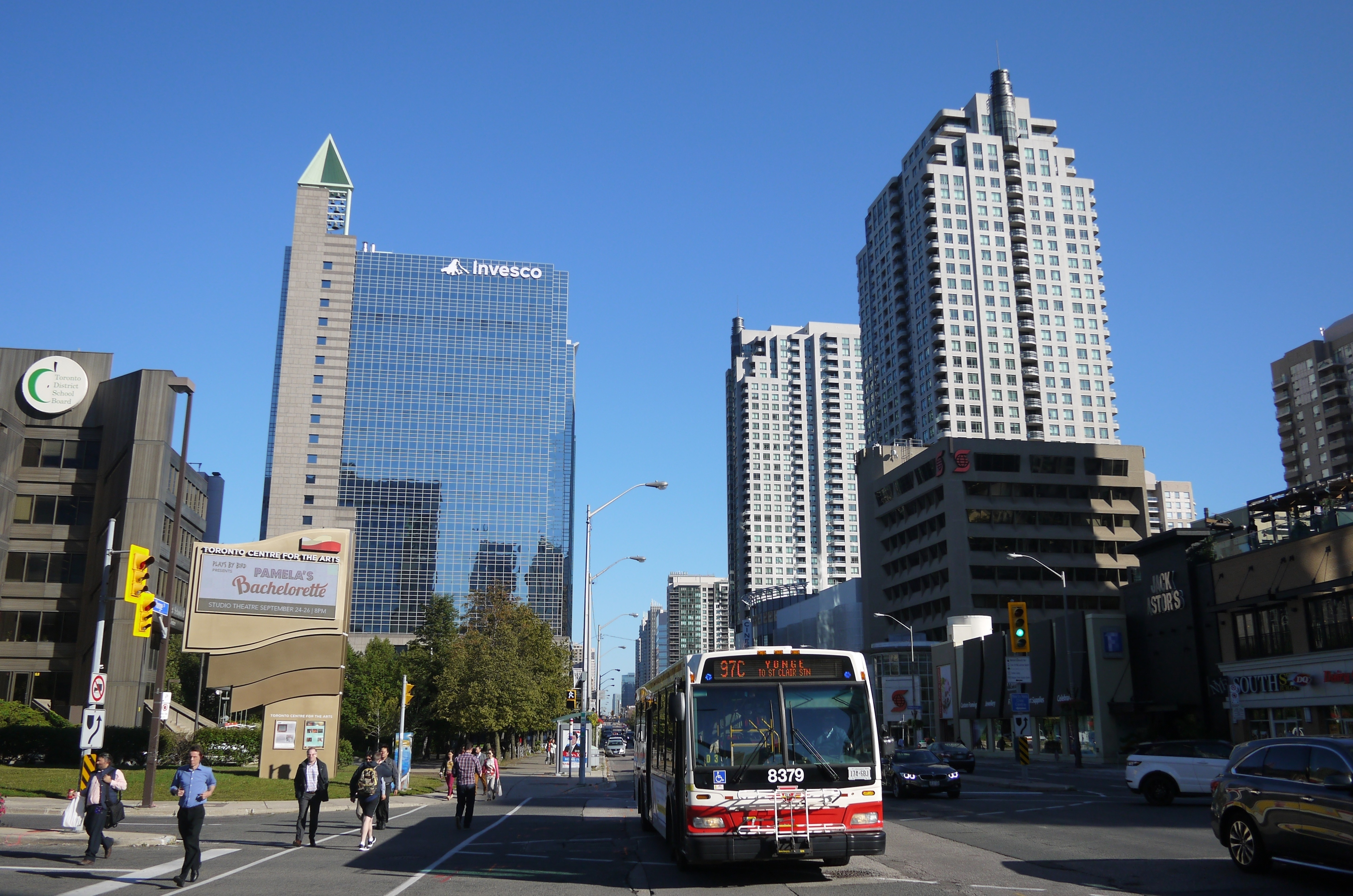
經過北約克市中心的央街

- 97 號 央街 多倫多公車局巴士線（TTC Route 97 Yonge Street），來往爹核士威老站（Davisville Station） 與芬治站（Finch Station）
- 99 號 央街南 約克區公車局巴士線（YRT Route 99 Yonge South），來往芬治站（Finch Station） 與伯納德巴士總站（Bernard Terminal）
- 約克區公車捷運活力巴士藍線（Viva Blue）
- 約克區公車捷運活力巴士粉紅線（Viva Pink）